# 1137

Yu Ji Tu

Het jaar 1137 is het 37e jaar in de 12e eeuw volgens de christelijke jaartelling.

## Gebeurtenissen
- Het rijk van de westelijke Xiao onder Yelü Dashi annexeert Kashgar, Khotan en Fergana.
- Zengi belegert en verovert Montferrand. Hij verslaat Fulco van Jeruzalem en Raymond II van Tripoli in een veldslag. Het graafschap Tripoli verliest hierdoor haar oostelijke gebieden.
- Het koninkrijk Aksum komt tot einde. (jaartal bij benadering)
- Rogier II van Sicilië verovert Napels.
- Kloosterstichtingen: Ninove, Petegem-aan-de-Leie.
- Het graafschap Dreux ontstaat als apanage voor Robert, de vierde zoon van Lodewijk VI.
- La Rochelle wordt een vrijhaven.
- 25 juli - Lodewijk VII van Frankrijk trouwt met Eleonora van Aquitanië.
- De bouw van St. Magnus Cathedral in Kirkwall neemt een aanvang.
- De Yu Ji Tu, een bekende Chinese landkaart, wordt gegraveerd.
- De latere Bolesław IV van Polen trouwt met Wierchoslawa van Novgorod.
- Voor het eerst genoemd: Bergeijk, Emmen, Modave, Onega, Simpelveld, Stedesdorf, Wieden.

## Opvolging
- Aquitanië en Poitiers - Willem X opgevolgd door zijn dochter Eleonora
- Aragón - Ramiro II opgevolgd door zijn dochter Petronella met haar verloofde Ramon Berenguer IV van Barcelona als regent
- Denemarken - Erik II opgevolgd door zijn neef Erik III
- Frankrijk - Lodewijk VI opgevolgd door zijn zoon Lodewijk VII
- Guînes - Manasses I opgevolgd door zijn dochter Sibylla en dier echtgenoot Hendrik van Bourbourg, op hun beurt opgevolgd door hun dochter Beatrix van Bourbourg en haar echtgenoot Albert, in conflict met Manasses' neef Arnoud I
- Gwynedd - Gruffydd ap Cynan opgevolgd door Owain Gwynedd.
- aartsbisdom Keulen - Bruno II van Berg opgevolgd door Hugo van Sponheim, op zijn beurt opgevolgd door Arnold I
- Montfort en Évreux - Amalrik III opgevolgd door zijn zoon Amalrik IV
- Moravië-Olomouc - Leopold opgevolgd door zijn neef Vladislav
- Noorwegen - Magnus IV in opvolging van Harald IV
- Saksen - keizer Lotharius III opgevolgd door zijn schoonzoon Hendrik de Trotse
- Tempeliers (grootmeester) - Robert de Craon in opvolging van Hugo van Payns
- Toscane - Engelbert III van Istrië opgevolgd door Hendrik de Trotse
- Tripoli - Pons opgevolgd door zijn zoon Raymond II
- Vendôme - Godfried III opgevolgd door zijn zoon Jan I

## Geboren
- Hendrik Berengarius, medekoning van Duitsland
- Wenceslaus II, hertog van Bohemen (1191-1192)
- Ferdinand II, koning van Leon (1157-1188) (jaartal bij benadering)
- Lodewijk II, graaf van Württemberg (jaartal bij benadering)
- Saladin, stichter van de dynastie der Ajjoebiden (jaartal bij benadering)
- Sancha van Castilië, echtgenote van Sancho VI van Navarra (jaartal bij benadering)
- Willem I, graaf van Boulogne (jaartal bij benadering)

## Overleden
- 8 maart - Adela van Engeland (~74), dochter van Willem de Veroveraar en echtgenote van Stefanus II van Blois
- 30 mei - Bruno II van Berg, aartsbisschop van Keulen
- 1 juli - Hugo van Sponheim, aartsbisschop van Keulen
- 18 juli - Erik II, koning van Denemarken (1134-1137)
- 1 augustus - Lodewijk VI de Dikke (55), koning van Frankrijk (1108-1137)
- 4 december - Lotharius III (62), koning en keizer van Duitsland (1125-1137)
- 18 december - Manasses I (~62), graaf van Guînes
- Amalrik III, heer van Montfort en graaf van Évreux
- Gregorius VIII, tegenpaus
- Pons, graaf van Tripoli
- Ramanuja, Indisch filosoof
- Godfried II van Raabs, burggraaf van Neurenberg (jaartal bij benadering)